# Acantheis sergeimishenini
Espèce
Acantheis sergeimishenini est une espèce d'araignées aranéomorphes de la famille des Ctenidae.

## Distribution
Cette espèce est endémique de Sumatra en Indonésie. Elle se rencontre vers Ketambe.

## Description
Le mâle holotype mesure 15,1 mm.

## Systématique et taxinomie
Cette espèce a été décrite par Fomichev, Omelko et Marusik en 2023.

## Étymologie
Cette espèce est nommée en l'honneur de Sergei I. Mishenin. 

## Publication originale
- Fomichev, Omelko & Marusik, 2023 : « A survey of the Sumatran Ctenidae (Araneae). 1. Two new Acantheis species. » Zootaxa, no 5353(2), p. 117-130.